# Liste der Flüsse in Nebraska
Die Liste der Flüsse in Nebraska nennt alle Flüsse im US-Bundesstaat Nebraska in alphabetischer Reihenfolge und nach Einzugsgebieten geordnet.

## Nach Einzugsgebieten

### Einzugsgebiet des Missouri River
- (Missouri River)
- White River
- Niobrara River
  - Snake River
  - Long Pine Creek
  - Keya Paha River
- Papillion Creek
- Platte River
  - North Platte River
    - Horse Creek

  - South Platte River
    - Lodgepole Creek

  - Wood River
  - Loup River
    - North Loup River
      - Calamus River

    - Middle Loup River
      - Dismal River
      - South Loup River

    - Cedar River

  - Elkhorn River
    - South Fork Elkhorn River
    - North Fork Elkhorn River
    - Logan Creek
    - Rock Creek

  - Salt Creek
- Nishnabotna River
- Little Nemaha River
- Big Nemaha River

### Einzugsgebiet des Kansas River
- (Kansas River)
- Republican River
  - Arikaree River
  - Frenchman Creek
- Big Blue River
  - West Fork Big Blue River
  - Little Blue River

## Alphabetische Reihenfolge
B

- Big Blue River
- Big Nemaha River

C

- Calamus River
- Cedar River

D

- Dismal River

E

- Elkhorn River

F
- Frenchman Creek

H
- Horse Creek

K

- Keya Paha River

L

- Little Blue River
- Little Nemaha River
- Lodgepole Creek
- Logan Creek
- Long Pine Creek
- Loup River

M

- Middle Loup River
- Missouri River

N

- Niobrara River
- Nishnabotna River
- North Fork Elkhorn River
- North Loup River
- North Platte River

P

- Papillion Creek
- Platte River

R

- Republican River
- Rock Creek

S

- Salt Creek
- Snake River
- South Fork Elkhorn River
- South Loup River
- South Platte River

W

- West Fork Big Blue River
- White River
- Wood River